# Човекът във високия замък
„Човекът във високия замък“ (на английски: The Man in the High Castle) е фантастичен роман, написан от американския писател Филип К. Дик през 1962 г. Жанрово книгата може да бъде определена като алтернативна история.
Действието в романа се развива в САЩ през 1962 г., петнадесет години след като страните от Оста са победили съюзниците във Втората световна война. Америка се е адаптирала към начина на живот, наложен от Нацистка Германия и Японската империя.
Книгата не е първата в този жанр, но става една от най-известните в него. Романът печели награда Хюго през 1963 г. и прави Филип К. Дик известен в кръговете на писателите фантасти.

## „Човекът във високия замък“ на български език
1993 — Издателство: „Бард“. Превод: Юлиян Стойнов. ИСФ №2